# Вениамин (Волощук)
Епи́скоп Вениами́н (в миру Василий Карлович Волощук; род. 5 ноября 1961, Зелёный Гай, Новоселицкий район, Черновицкая область) — епископ Украинской православной церкви, епископ Боярский, викарий Киевской епархии, управляющий приходами Украинской православной церкви за рубежом.

## Биография
Родился 5 ноября 1961 года в селе Зелёный Гай Новоселицкого района Черновицкой области Украинской ССР в семье рабочих.
В 1977 году окончил Зеленогайскую восьмилетнюю школу. В 1977—1981 годах учился в Черновицком педагогическом училище. В 1981—1986 годах учился на математическом факультете Черновицкого государственного университета.
С сентября 1985 года по август 1990 года работал учителем математики в средней школе № 14 города Черновцы, затем в течение 1 года преподавал педагогику на кафедре педагогики и психологии Черновицкого государственного университета.
С сентября 1991 года по май 1995 года работал в Черновицком епархиальном управлении на должности референта, одновременно до января 1994 года пел на клиросе в Николаевском храме города Черновцы.
С июня по декабрь 1993 года трудился в Троице-Сергиевой лавре, где 28 декабря того же года наместником лавры архимандритом Феогностом (Гузиковым) был пострижен в монашество с именем Вениамин в честь праотца Вениамина.
7 января 1994 года в кафедральном соборе в честь сошествия Святого Духа города Черновцы архиепископом Черновицким и Буковинским Онуфрием (Березовским) рукоположён в сан иеродиакона, 7 января 1995 года там же и тем же иерархом — рукоположён в сан иеромонаха.
22 ноября 1995 года назначен наместником монастыря в честь Рождества Пресвятой Богородицы «Гореча» города Черновцы и 31 декабря того же года возведён в сан игумена. 16 апреля 1998 года возведён в сан архимандрита.
В 1995—1999 годах заочно учился в Киевской духовной семинарии.
В августе 2022 года приехал в Ирландию, став первым постоянным священником УПЦ на ирландской земле.
20 декабря 2022 года решением Священного Синода УПЦ был избран управляющим зарубежными приходами УПЦ. На тот момент насчитывалось 32 общины Украинской православной церкви в 11-ти странах Западной Европы.
2 января 2023 года в Свято-Троицком храме Пантелеимоновского монастыря в Феофании был наречён во епископа Боярского, викария Киевской митрополии. 3 января 2023 года в храме преподобного Агапита Печерского Киево-Печерской лавры хиротонисан во епископа Боярского, викария Киевской епархии. Хиротонию совершили: митрополит Киевский и всея Украины Онуфрий (Березовский), митрополит Вышгородский и Чернобыльский Павел (Лебедь), митрополит Черновицкий и Буковинский Мелетий (Егоренко), митрополит Бориспольский и Броварской Антоний (Паканич), митрополит Нежинский и Прилукский Климент (Вечеря), архиепископ Яготинский Серафим (Демьянов), архиепископ Хотинский Вениамин (Межинский), архиепископ Барышевский Виктор (Коцаба), архиепископ Белогородский Сильвестр (Стойчев), епископ Ирпенский Лавр (Березовский), епископ Бородянский Марк (Андрюк), епископ Герцаевский Силуан (Чорней).